# Alexander Dmitrijewitsch Schukow

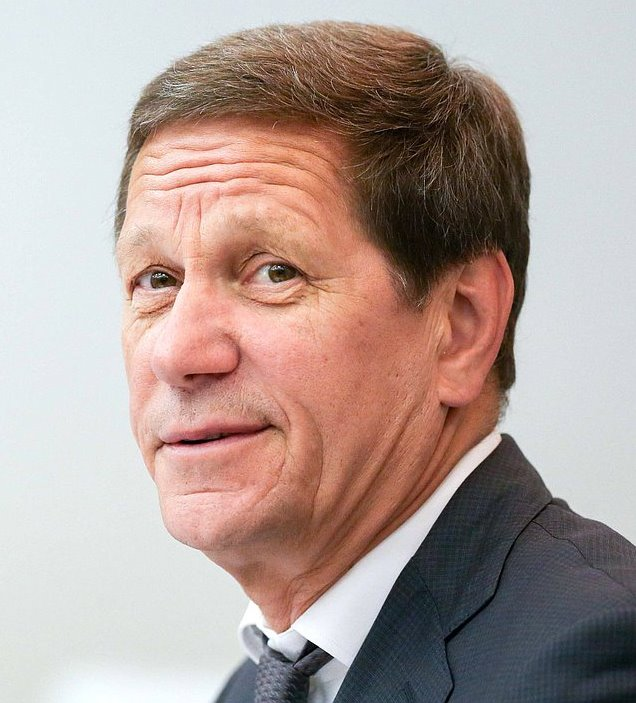
Alexander Schukow, 2018

Alexander Dmitrijewitsch Schukow (russisch Алекса́ндр Дми́триевич Жу́ков; * 1. Juni 1956 in Moskau, Sowjetunion) ist ein russischer Politiker und Ökonom. Er ist Duma-Abgeordneter und erster stellvertretender Vorsitzender der Duma. In den Jahren 2010–2018 war er Präsident des Nationalen Olympischen Komitees Russlands.

## Biografie
Schukow besuchte die Mittelschule 444 in Moskau und absolvierte bis 1978 ein Studium der Ökonomie an der Lomonossow-Universität. Anschließend arbeitete er im Finanzministerium der Sowjetunion. Im Jahr 1991 absolvierte er ein Studienjahr in den USA an der Harvard University.
Von 1993 bis 2004 war er Abgeordneter der russischen Staatsduma. Er war Leiter des Steuer- und Haushaltsausschusses sowie zeitweise erster stellvertretender Vorsitzender der Duma.
Im Zeitraum von 1998 bis 2003 war er Mitglied des Aufsichtsrats der Sberbank und Mitglied des Wirtschaftsrates der russischen Regierung.
Im März 2004 wurde Schukow zum Vize-Ministerpräsidenten ernannt, in dieser Funktion war er unter anderem zuständig für die Umsetzung des Programms der Nationalen Projekte Russlands. Er bekleidet auch das Amt des Vorsitzenden des Verwaltungsrates der Russischen Eisenbahnen (RŽD) und ist zudem Präsidiumsmitglied der Regierungspartei Einiges Russland. Im Dezember 2011 wurde Schukow bei den Dumawahlen als Abgeordneter gewählt und legte sein Amt als Vizepremier nieder. Am 21. Dezember 2011 wurde er zum ersten stellvertretenden Dumavorsitzenden gewählt.
Schukow war zwischen 2003 und 2009 Präsident des Russischen Schachverbandes und setzte sich in dieser Funktion für die Einführung von Schach als olympische Disziplin an.
Im Mai 2010 wurde er zum Präsidenten des russischen Nationalen Olympischen Komitees gewählt. Sein Vorgänger Leonid Tjagatschow war nach dem enttäuschenden Abschneiden Russlands bei den Olympischen Winterspielen 2010 in Vancouver zurückgetreten. 2013 wurde Schukow Mitglied des IOCs. 2017 wurde er wegen des Dopings-Skandal ausgelöst durch den McLaren-Report, vom IOC suspendiert.
Schukow ist verheiratet und hat einen Sohn.